# Ambiguous
Ambiguous (曖昧, Aimai), também conhecido como Waisetsu Netto Shūdan Ikasete!! (猥褻ネット集団　いかせて!!) e Group Suicide: The Last Supper (集団自殺　最後の晩餐 Shūdan Jissatsu: Saigo no Bansan), é um filme japonês de 2003. Dirigido por Toshiya Ueno, o filme foi escolhido como Melhor Filme do Ano na cerimônia do Pink Grand Prix.

## Sinopse
No filme, um grupo diversificado de pessoas, todas com problemas em suas vidas diárias, encontram-se online e decidem se suicidar ao mesmo tempo. Isolados da sociedade em geral, formam um vínculo físico à medida que o tempo designado se aproxima.

## Recepção critica
O erudito de filmes do gênero cor-de-rosa de língua inglesa, Jasper Sharp, observou a existência de duas audiências diferentes para filmes contemporâneos do mesmo gênero: "o tradicional frequentador de filmes cor-de-rosa que geralmente está interessado em ver sexo na tela, e os devotos do cinema rosa representados por publicações como a revista P*G e seu website. Tal como acontece com muitos dos filmes cor-de-rosa de Kokuei, Ambiguous não se mostrou muito comercializável para o público tradicional de pornografia softcore, em parte devido ao seu tema pessimista. No entanto, quando visto como um filme que inclui cenas de sexo—a abordagem de Kokuei ao gênero rosa—Sharp escreveu que o Obscene Internet Group" é um dos filmes mais genuinamente perspicazes e atuais produzidos pelo setor independente japonês em seu ano.
Os leitores da revista P*G mostraram a aprovação do filme ao condecorá-lo com o prêmio de melhor filme, eles também deram a Hidekazu Takahara o prêmio de prata pelo roteiro.

## Disponibilidade
Como muitos filmes cor-de-rosa, Ambiguous passou por mais de um título. Originalmente lançado nos cinemas como Obscene Internet Group: Make Me Come !!, o filme foi exibido no Pink Grand Prix sob o título Ambiguous, o mesmo em que também foi lançado em DVD no Japão e internacionalmente. No Japão, o filme também foi lançado em DVD como Group Suicide: The Last Supper. Em 22 de fevereiro de 2006, a Sacrament lançou o filme em DVD como "Ambiguous" para a Região 2, legendado em inglês.

## Leituras posteriores

### Inglês
- Apple, Mandi. «Ambiguous review». / www.mandiapple.com. Consultado em 26 de maio de 2009
- Sharp, Jasper (2008). Behind the Pink Curtain: The Complete History of Japanese Sex Cinema. Guildford: FAB Press. pp. 309–11, 364. ISBN 978-1-903254-54-7
- Sharp, Jasper. «Midnight Eye Round-Up: Pink Films special : Obscene Internet Group: Make Me Come!!». www.midnighteye.com. Consultado em 26 de maio de 2009. Cópia arquivada em 10 de maio de 2009

### Japonês
- 集団自殺　最後の晩餐(2003) (em japonês). allcinema.net. Consultado em 26 de maio de 2009
- 曖昧 (em japonês). www.dmm.co.jp. Consultado em 26 de maio de 2009
- «Cópia arquivada» 猥褻ネット集団　いかせて!! (em japonês). P.G. Web Site. Consultado em 26 de maio de 2009. Arquivado do original em 5 de junho de 2011
- 猥褻ネット集団　いかせて！！ (em japonês). Japanese Movie Database. Consultado em 26 de maio de 2009